# William Fletcher Shaw
Sir William Fletcher Shaw (* 13. April 1878 in Manchester; † 14. November 1961 ebenda) war ein britischer Chirurg, Gynäkologe und Geburtshelfer.

## Leben und Wirken
William Fletcher Shaw wurde in Manchester geboren. Er erhielt seine Schulausbildung an der Manchester Grammar School. Danach studierte er Medizin am Owens College, der späteren Victoria University of Manchester, wo er seine Abschlüsse als Bachelor of Medicine (B. M.) und das Conjoint Diploma 1903 erhielt. Seine berufliche Laufbahn begann er am Manchester Royal Infirmary, wechselte später jedoch an das St. Mary's Hospital for Women and Children in Manchester. Hier spielte er eine entscheidende Rolle bei der Etablierung eines pathologischen Labors. Den Doctor of Medicine (M. D.) erhielt er 1906 für seine Thesen zur chronischen Gebärmutterentzündung, für die er eine Goldmedaille bekam. 1912 wurde er zum Ehrenmitglied des St. Mary's Hospital gewählt. Später wurde Fletcher Shaw Ehrenmitglied am Manchester Royal Infirmary und 1920 Professor für Geburtshilfe und Gynäkologie an der Universität Manchester. Hier wirkte er bis zu seiner Emeritierung 1943. 1942 wurde er als Knight Bachelor in den Adelsstand erhoben und führte fortan den Namenszusatz „Sir“.
Zusammen mit William Blair-Bell (1871–1936) gründete William Fletcher Shaw 1929 das British College of Obstetricians and Gynaecologists, welches später zum Royal College of Obstetricians and Gynaecologists wurde. Die Idee zu dieser Vereinigung hatte Fletcher Shaw bereits 1924 mit Blair-Bell diskutiert. 1938 wurde er Präsident der Gesellschaft, die er bis 1943 leitete.
Er war zweimal verheiratet und hatte drei Söhne aus der ersten Ehe. Seine erste Frau verstarb 1937, die zweite 1947. Seine beiden ältesten Söhne waren ebenfalls Gynäkologen, wovon der zweitälteste, William Meredith Fletcher Shaw, 1944 im Zweiten Weltkrieg in der Normandie fiel. Ihm zu Ehren etablierte das College die William Meredith Fletcher Shaw Memorial Lecture.
William Fletcher Shaw verstarb 1961 nach kurzer Krankheit im Alter von 83 Jahren.

## Schriften (Auswahl)
- Chronic metritis: its pathology and its relation to chronic endometritis. Sherratt, 1906
- Report on the obstetrical and gynaecological services of New Zealand. New Zealand Obstetrical and Gynaecological Society, 1948
- The birth of a college: the Lloyd Roberts Memorial Lecture delivered at St. Mary's Hospital, Manchester, on 10th October, 1950. John Sherratt and Son, 1950
- Twenty-five Years: The Story of the Royal College of Obstetricians and Gynaecologists, 1929–1954. Churchill, 1954
- The College: Its Past, Present and Future. The William Meredith Fletcher Shaw Memorial Lecture. BJOG 61 (1954), 557–566, doi:10.1111/j.1471-0528.1954.tb07524.x

## Auszeichnungen
- Fellow of the American College of Surgeons 1936
- Fellow of the Royal College of Physicians 1939
- Präsident des British College of Obstetricians and Gynaecologists 1938–1943
- Mastership of Midwifery honoris causa der Society of Apothecaries 1947
- Ehrendoktor der Queen’s University of Belfast 1948
- Präsident der North of England Obstetrical and Gynaecological Society
- Präsident der Sektion für Geburtshilfe und Gynäkologie der Royal Society of Medicine